# Talai
Talai é uma cidade e uma nagar panchayat no distrito de Bilaspur, no estado indiano de Himachal Pradesh.

## Demografia
Segundo o censo de 2001, Talai tinha uma população de 2010 habitantes. Os indivíduos do sexo masculino constituem 53% da população e os do sexo feminino 47%. Talai tem uma taxa de literacia de 71%, superior à média nacional de 59,5%: a literacia no sexo masculino é de 75% e no sexo feminino é de 68%. Em Talai, 15% da população está abaixo dos 6 anos de idade.